# 빌보드 차트

빌보드 로고

빌보드 차트(Billboard charts)는 미국 및 기타 지역에서 노래와 음반의 주간 상대적 인기를 집계한다. 그 결과는 빌보드 잡지에 실린다. 빌보드 차트의 온라인 확장판인 빌보드 비즈는 추가적인 주간 차트와 연말 차트를 제공한다. 가장 중요한 세 차트는 전 세계 노래를 위한 빌보드 글로벌 200, 미국 노래를 위한 빌보드 핫 100, 미국 음반을 위한 빌보드 200이며, 다른 차트는 R&B, 컨트리 또는 록과 같은 특정 장르 전용이거나 모든 장르를 포함할 수 있다. 차트는 판매량, 스트리밍, 에어플레이에 따라 순위가 매겨질 수 있으며, 빌보드 핫 100 또는 빌보드 글로벌 200과 같은 주요 곡 차트(후자는 전 세계)는 이 세 가지 데이터를 모두 사용하여 차트를 집계한다. 빌보드 200 음반 차트의 경우, 음반 판매량 외에 스트리밍과 트랙 판매량이 포함된다.
주간 판매 및 스트리밍 차트는 2015년 7월부터 금요일부터 목요일까지 주기로 모니터링되며, 이전에는 월요일부터 일요일까지 주기로 모니터링되었다. 하지만 라디오 에어플레이 곡 차트는 월요일부터 일요일까지 주기를 따른다(이전에는 수요일부터 화요일). 차트는 매주 화요일에 다음 토요일 발행일을 기준으로 발행된다.

## 역사
빌보드가 처음으로 발표한 차트는 1913년 7월 악보 판매량 목록인 "지난주 인기곡 10선(Last Week's Ten Best Sellers Among The Popular Songs)"이었다. 초기 다른 차트들은 다른 도시의 극장 및 리사이틀에서 인기 있는 곡 공연을 나열했다. 1928년에는 라디오 공연을 실제 공연에 추가한 "유명 가수와 지도자들이 피처링한 인기곡(Popular Numbers Featured by Famous Singers and Leaders)"이 등장했다. 1936년 1월 4일, 빌보드 잡지는 음반 판매량을 기반으로 한 첫 팝 차트를 발표했다. "해당 주 판매량 10선(Ten Best Records for Week Ending)"이라는 제목으로, 세 주요 음반 회사들이 직접 보고한 가장 많이 팔린 음반 10개를 나열했다. 1937년 3월에는 별도의 회사에서 데이터를 받은 "라디오 홍보 최다 곡(Songs with the Most Radio Plugs)" 차트가 처음 등장했다. 1938년 10월에는 리뷰 목록인 "주간 최고 음반(The Week's Best Records)"이 에어플레이와 악보 판매량을 포함하여 "빌보드 음반 구매 가이드(The Billboard Record Buying Guide)"로 재명명되었으며, 이는 결국 음반 인기에 대한 최초의 무역 조사가 되었다.
1940년 7월 27일자에는 소매 판매, 악보 판매, 주크박스 곡 선택 및 라디오 재생을 포함하는 별도의 목록으로 "빌보드 음악 인기 차트(Billboard Music Popularity Chart)"가 처음 발표되었다. 목록 중에는 "가장 많이 팔리는 소매 음반(Best Selling Retail Records)"의 10개 곡이 포함되었는데, 이는 현재의 팝 차트의 선두 주자이며, 토미 도시의 "I'll Never Smile Again" (프랭크 시나트라 보컬 피처링)이 첫 1위 곡이었다. 이 베스트셀러 차트(또한 "가장 많이 팔리는 매장 내 음반(Best Sellers in Stores)" 및 "매장 내 가장 많이 팔리는 팝 싱글(Best Selling Pop Singles in Stores)")은 1958년 핫 100이 만들어지기 전까지 곡의 인기에 대한 진정한 가이드로 여겨진다. 성공적인 곡의 또 다른 영예는 1945년 3월 24일에 도입된 "명예의 전당 히트곡(Honor Roll of Hits)" 순위였으며, 처음에는 10개 곡 목록이었다. 나중에는 30개 곡으로 확장되었으며, 빌보드의 주간 전국 조사에 의해 결정된 음반 및 악보 판매량, 디스크 자키 및 주크박스 공연을 결합하여 가장 인기 있는 곡 순위를 매겼다. 이 차트는 다른 연주자에 의한 같은 곡의 다른 음반을 하나로 합쳐 순위를 매겼으며, 첫 차트의 1위는 "Ac-Cent-Tchu-Ate the Positive"였다.
1955년 11월에는 소매 판매, 주크박스, 디스크 자키 플레이 차트를 결합하되 개별 음반을 별도로 집계하는 복합 순위 차트인 "톱 100" 차트가 만들어졌으며, 포 에이시스의 "Love Is a Many-Splendored Thing"이 첫 1위 곡이었다. 이 차트는 현재의 핫 100 차트의 직접적인 전신이다. 주크박스 차트는 1957년 6월 17일자 이후, 디스크 자키 차트는 1958년 7월 28일 이후, 베스트셀러 차트는 1958년 10월 13일 이후 발행을 중단했다. 1958년 7월 28일 이후, 복합 차트인 "톱 100" 차트도 중단되었다. 그리고 "핫 100"은 그 다음 주 1958년 8월 4일에 시작되었으며, 리키 넬슨의 "Poor Little Fool"을 첫 1위 곡으로 올렸다. 핫 100은 현재 싱글 (음악) 판매량, 라디오 에어플레이 (음악), 유료 다운로드, 스트리밍(유튜브 및 기타 비디오 사이트의 데이터 포함) 활동을 결합한다. 빌보드의 많은 차트들은 이 기본 공식을 사용하며, 세 가지 데이터 소스(판매량(실물 및 디지털), 에어플레이, 스트리밍)에 전용된 차트는 제외한다.
초기에는 빌보드에 기재된 발행일과 차트 날짜가 달랐는데, 1962년 1월 13일에는 발행일과 차트 날짜 모두 "주간 마감(week ending)" 날짜를 나타내도록 변경되었다. 명예의 전당 히트곡 차트는 1963년 11월 16일 이후 중단되었다.
빌보드는 또한 다양한 음악 장르 차트를 발행한다. 1943년에 "할렘 히트 퍼레이드(Harlem Hit Parade)"가 만들어졌으며, 1948년에는 "가장 많이 팔리는 레이스 음반(Best-Selling Race Records)", 1949년에는 "가장 많이 팔리는 리듬 앤 블루스 음반(Best-selling Rhythm & Blues Records)"이 되었고, 1969년에는 "소울 싱글(Soul Singles)"(현재 핫 R&B/힙합 송)이 되었다. "가장 많이 팔리는 포크 음반(Best-selling Folk Records)"은 1948년에 발행되었으며, 이는 1949년에는 "가장 많이 팔리는 컨트리 & 웨스턴 음반(Best-Selling Country & Western Records)", 1956년에는 "가장 많이 팔리는 C&W 음반(Best-Selling C&W Records)", 1963년에는 "핫 컨트리 싱글(Hot Country Singles)"(현재 핫 컨트리 송스)로 변모했다. MOR 차트는 1961년부터 발행되었으며, "이지 리스닝(Easy Listening)", "미들 로드 싱글(Middle-Road Singles)", "팝 스탠다드 싱글(Pop-Standard Singles)" 및 현재 어덜트 컨템포러리로 다양하게 불린다. 빌보드 차트는 현재 다음과 같은 음악 장르를 다룬다: 로큰롤, 팝, 컨트리 음악, 댄스 음악, 블루그래스, 재즈, 클래식, 리듬 앤 블루스, 랩, 전자 음악, 라틴 음악, 기독교 음악, 월드 음악 및 크리스마스 음악, 심지어 휴대 전화 벨소리까지 포함한다.
음반 차트인 "가장 많이 팔리는 인기 음반(Best Selling Popular Record Albums)"은 1945년 3월 24일에 처음 발행되었으며, The King Cole Trio가 첫 1위 음반이었다. 첫 차트는 10개 음반이었지만, 다음 주에는 5개로 줄어들었고, 1948년에는 다시 10개로 늘어났다. 음반 차트는 1950년에 33-8 및 45 rpm 목록으로 분할되었다가 1954년에 다시 합쳐졌으며, 1959년에는 모노 및 스테레오 분류로 나뉘었다가 1963년에 150개 항목의 팝 음반 차트로 합쳐졌다. 결국 1967년 5월 13일에는 200개 음반 목록으로 확장되었다. 다양한 장르 음반 차트도 발행되었다: 1964년 1월 컨트리 LP 차트, 1965년 R&B 차트, 1969년 재즈 차트, 1973년 라틴 차트, 1974년 가스펠 차트, 그리고 1981년 록 차트. 다른 차트로는 클래식 음반, 코미디 음반, 휴일 음반, 사운드트랙, 인디펜던트 음반, 카탈로그 음반 등이 있다.
매년 말, 빌보드는 모든 차트의 결과를 집계하여 연말 특집호에 게재하고, 라디오 방송인 아메리칸 탑 40과 아메리칸 컨트리 카운트다운의 연말 에디션에서 발표한다. 처음으로 발행된 이러한 빌보드 연말 차트는 1946년 차트로, 1947년 1월 4일자에 게재되었지만, 연간 곡 목록은 그 전에도 발행되었으며, 예를 들어 1945년의 "명예의 전당 히트곡(Honor Roll of Hits)"을 기반으로 한 구분되지 않은 연간 차트가 있었다. 1991년부터 2006년까지, 해당 차트의 최고 싱글/음반/아티스트는 매년 12월에 개최되었던 빌보드 뮤직 어워드 형태로 시상되었으며, 이 시상식은 2007년에 중단되었다가 2011년 5월에 다시 시작되었다.

### 차트 집계 방법론
수년 동안 노래는 빌보드 차트에 포함되려면 상업적으로 싱글로 이용 가능해야 했다. 당시에는 루미네이트 (이전에는 닐슨 사운드스캔 또는 닐슨 브로드캐스트 데이터 시스템즈, BDS)를 사용하는 대신, 빌보드는 라디오 방송국과 상점에서 수동으로 작성된 보고서에서 데이터를 얻었다. 다른 음악 장르의 경우, 어떤 방송국과 상점이 사용되는지에 따라 차트가 분리된다; 각 음악 장르에는 핵심 청중 또는 소매 그룹이 있다. 빌보드의 각 장르 부서는 차트 관리자가 이 결정을 내린다. 빌보드 100주년 기념호에 따르면, 1991년 11월 사운드스캔 추적이 공식적으로 구현되기 전에는 많은 라디오 방송국과 소매점들이 해당 음반 회사가 특정 싱글 홍보를 중단한 후 수동 보고서에서 노래를 제거했다. 따라서 노래는 최고 순위에서 빠르게 하락하고 차트 수명이 짧았다. 1990년, 컨트리 음악 싱글 차트는 사운드스캔과 BDS를 사용한 첫 번째 차트였다. 이어서 1991년에는 핫 100과 리듬 앤 블루스 차트가 사용되었다. 현재는 모든 빌보드 차트가 이 기술을 사용한다.
1995년 9월 이전에는 싱글이 에어플레이 점수만으로 처음 판매된 주에 차트에 오를 수 있었다. 1995년 9월 정책이 변경되어 판매량과 에어플레이 점수를 합산하여 판매 시작 후 전체 주에만 싱글이 데뷔할 수 있도록 허용되었다. 이로 인해 여러 트랙이 1위로 데뷔할 수 있었다.
1998년 12월, 정책은 상업적 출시 없이 에어플레이만으로 차트에 오를 수 있도록 추가로 수정되었다. 이 변경은 음악 산업의 변화하는 현실을 반영하기 위해 이루어졌다. 이전에는 여러 중요한 라디오 및 MTV 히트곡이 빌보드 차트에 전혀 나타나지 않았는데, 많은 음반 회사들이 특정 싱글을 단독 싱글로 출시하지 않기로 결정하여 그 곡의 부재가 음반 판매를 더 촉진하기를 바랐기 때문이다. 1970년대 이전에는 인기 있는 노래를 싱글로 대중에게 제공하지 않는 것은 들어본 적이 없는 일이었다. 당시 가장 큰 피해를 입은 장르는 트립합과 그런지와 같은 새로운 장르를 포함하여 점점 더 팝 문화에 영향을 미치는 장르였다. 1999년 이전에 이 핫 100의 미궁에 빠졌던 많은 노래들 중에는 카디건스의 "Lovefool", 내털리 임브룰리아의 "Torn"(42위에 올랐음), 구 구 돌스의 "Iris"(9위에 올랐음), OMC의 "How Bizarre", 슈가 레이의 "Fly", 그리고 노 다웃의 "Don't Speak"가 있었다.
2015년 6월 25일, 빌보드는 차트 요구 사항을 변경했다. 모든 새 앨범 발매의 공식 출시일이 미국에서 화요일에서 금요일로 변경되었다. 모든 판매 기반 차트(앨범 및 트랙 순위)의 경우, 빌보드와 닐슨은 차트 보고 기간을 앨범 발매 후 처음 7일로 변경했다. 이러한 변경의 결과로 빌보드 200, 상위 앨범 판매, 장르 기반 앨범, 디지털 곡, 장르 기반 다운로드, 스트리밍 곡 및 장르 중심 스트리밍 조사는 금요일부터 목요일까지 주기로 운영되었다. 핫 100을 구성하는 라디오 곡은 이전 수요일부터 화요일까지를 포함하던 기간에서 월요일부터 일요일까지 주기로 동기화되었다. 모든 다른 라디오 차트 및 장르 집계는 월요일부터 일요일까지 주기를 따랐다. 이 조치는 IFPI가 모든 싱글과 앨범을 전 세계적으로 금요일에 발매하도록 하는 조치와 일치하기 위해 이루어졌다.

### 디지털 플랫폼 통합
2005년 2월 12일부터 빌보드는 랩소디, 아마존MP3, 아이튠즈와 같은 디지털 음악 소매점의 유료 디지털 다운로드를 포함하도록 방법론을 변경했다. 이 정책 변경으로 인해 노래는 디지털 다운로드만으로도 차트에 오를 수 있게 되었다.
2007년 7월 31일, 빌보드는 빌보드 핫 100 차트의 방법론을 변경하여 당시 야후! 및 AOL의 스트리밍 플랫폼에서 얻은 디지털 스트리밍을 포함했다. 이 변경은 빌보드 핫 100 차트에만 적용되었다. 이 차트 변경의 효과는 당시 미미했는데, 이는 차트 총 점수의 5%를 차지하는 것으로 추정되었기 때문이다.
2012년 10월, 빌보드는 컨트리, 록, 라틴, 랩 차트의 방법론을 크게 변경하여 이전에는 에어플레이만 집계했던 차트에 디지털 다운로드 판매량과 스트리밍 재생량을 통합했다. 또 다른 변경 사항은 특정 장르의 라디오 방송국에서만 에어플레이를 측정하는 대신, 새로운 방법론은 모든 라디오 형식의 에어플레이를 측정한다는 것이었다. 이 방법론은 2013년 후반에 기독교 및 가스펠 차트로 확장되었다. 이러한 방법론 변경으로 인해 다른 장르 및 라디오 형식(특히 팝)과의 크로스오버 매력이 있는 노래는 해당 장르의 핵심 팬에게만 어필하는 노래보다 장르 차트에서 더 높은 순위를 차지하게 되었으며, 이는 그 열성 팬들 사이에서 논란을 일으켰다.
2013년 2월 20일, 빌보드는 스트리밍 차트 순위 결정에 유튜브 비디오 스트리밍 데이터를 통합하는 새로운 차트 방법론 변경을 발표했다. 유튜브 스트리밍 데이터 통합은 온디맨드 오디오 스트리밍 및 온라인 라디오 스트리밍을 포함하는 공식을 향상시켰다. 이 방법론에 사용된 유튜브 비디오 스트림은 공식 비디오 스트림, Vevo 온 유튜브 스트림 및 승인된 오디오를 사용하는 사용자 생성 클립이다. 빌보드는 이러한 변경이 오늘날 음악 소비의 다양한 플랫폼을 더 잘 반영하기 위해 이루어졌다고 밝혔다.

## 노래

### 모든 장르
| 차트 제목              | 차트 유형                      | 순위 개수 | 설명 |
| ---------------------- | ------------------------------ | --------- | --- |
| 빌보드 핫 100          | 판매량 + 에어플레이 + 스트리밍 | 100       | - 미국 음악 산업 표준 곡 인기 차트 |
| Bubbling Under Hot 100 | 판매량 + 에어플레이 + 스트리밍 | 25        | - 이전에 핫 100에 등장하지 않았던 #100 미만의 상위 25개 곡을 순위 매긴다. - 순위는 확장된 핫 100의 101–125위와 직접적으로 일치하지 않지만, 많은 출처에서 이 표기법을 사용한다                         |
| 라디오 송스            | 에어플레이 (청취자)            | 50        | - 모든 형식을 포함하는 1,233개 라디오 방송국의 라디오 에어플레이 청취자 노출량을 측정한다. - 핫 100의 구성 차트 중 하나 - 이전 명칭: 탑 40 라디오 모니터 (1986–1991) 및 핫 100 에어플레이 (1991–2014) |
| 디지털 송 판매         | 디지털 판매                    | 50        | - 가장 많이 팔린 디지털 곡 판매 순위 - 요약된 수치를 위해 다른 버전의 곡을 결합한다. - 핫 100의 구성 차트 중 하나                                                                                     |
| 스트리밍 송스          | 스트리밍                       | 50        | - 가장 많이 스트리밍된 곡 순위 - 요약된 수치를 위해 다른 버전의 곡을 결합한다. - 핫 100의 구성 차트 중 하나                                                                                           |

### 성인/팝
| 차트 제목                                   | 차트 유형              | 순위 개수 | 설명 |
| ------------------------------------------- | ---------------------- | --------- | --- |
| 메인스트림 탑 40 (팝 송스라고도 함)         | 에어플레이 (재생 횟수) | 40        | 157개 컨템포러리 히트 라디오 방송국의 에어플레이 감지(재생 횟수)를 측정한다. 이 방송국들은 Dance/Mix Show Airplay 패널에도 기여한다. |
| Adult Pop Airplay (어덜트 팝 송스라고도 함) | 에어플레이 (재생 횟수) | 40        | 90개 핫 어덜트 컨템포러리 방송국의 에어플레이 재생 횟수를 측정한다.                                                                  |
| 어덜트 컨템포러리                           | 에어플레이 (재생 횟수) | 30        | 85개 어덜트 컨템포러리 방송국의 에어플레이 재생 횟수를 측정한다.                                                                     |

### 기독교 및 가스펠
| 차트 제목                    | 차트 유형                              | 순위 개수 | 설명                                                                          |
| ---------------------------- | -------------------------------------- | --------- | ----------------------------------------------------------------------------- |
| Hot Christian Songs          | 판매량, 스트리밍, 모든 형식 에어플레이 | 50        | 판매량, 모든 라디오 형식의 에어플레이, 스트리밍 데이터를 결합한다.            |
| Christian Digital Song Sales | 디지털 다운로드                        | 50        | 루미네이트가 집계한 판매 데이터에 따른 상위 다운로드 기독교 음악 순위         |
| Christian Streaming Songs    | 스트리밍                               | 50        | 가장 많이 스트리밍된 기독교 곡 순위                                           |
| Christian Airplay            | 에어플레이 (청취자)                    | 50        | Christian AC, Hot AC, CHR/Pop, Soft AC, Christian Rock 방송국의 청취자 노출량 |
| Christian AC Airplay         | 에어플레이 (재생 횟수)                 | 30        | Christian adult contemporary 방송국의 에어플레이 재생 횟수를 측정한다.        |
| Hot Gospel Songs             | 판매량, 스트리밍, 모든 형식 에어플레이 | 25        | 가스펠 곡의 판매량, 에어플레이, 스트리밍 데이터를 결합한다.                   |
| Gospel Airplay               | 라디오 (에어플레이)                    | 30        | 가스펠 방송국의 에어플레이 재생 횟수를 측정한다.                              |
| Gospel Digital Song Sales    | 디지털 판매                            | 25        | 루미네이트가 집계한 판매 데이터에 따른 상위 다운로드 가스펠 곡 순위           |
| Gospel Streaming Songs       | 스트리밍                               | 15        | 루미네이트가 집계한 판매 데이터에 따른 상위 스트리밍 가스펠 곡 순위           |

### 컨트리
| 차트 제목                  | 차트 유형                                | 순위 개수 | 설명                                                                       |
| -------------------------- | ---------------------------------------- | --------- | -------------------------------------------------------------------------- |
| 핫 컨트리 송스             | 판매량 + 모든 형식 에어플레이 + 스트리밍 | 50        | 판매량, 모든 라디오 형식의 에어플레이, 스트리밍 데이터를 결합한다.         |
| Country Airplay            | 에어플레이 (청취자)                      | 60        | 128개 컨트리 음악 방송국의 에어플레이 청취자 노출량을 측정한다.            |
| Country Digital Song Sales | 디지털 판매                              | 50        | 루미네이트가 집계한 판매 데이터에 따른 가장 많이 다운로드된 컨트리 곡 순위 |
| Country Streaming Songs    | 스트리밍                                 | 50        | 가장 많이 스트리밍된 컨트리 곡 순위                                        |

### 댄스/전자음악
| 차트 제목                        | 차트 유형                                                                                              | 순위 개수 | 설명 |
| -------------------------------- | --- | --------- | --- |
| Dance Club Songs                 | DJ 보고서                                                                                              | 50        | - 나이트클럽 디스크 자키가 제출한 플레이리스트를 exclusively compiled한다. 이 디스크 자키는 빌보드 보고 DJ가 되기 위해 신청하고 특정 기준을 충족해야 한다. |
| Hot Dance/Electronic Songs       | 연속 에어플레이, 싱글 판매, 디지털 다운로드, 온라인 스트리밍                                           | 50        | - 핫 100과 동일한 방법론을 사용하여 모니터링된 에어플레이, 싱글 판매, 디지털 다운로드 및 모니터링된 온라인 스트리밍을 기반으로 상위 댄스/전자 음악 곡을 추적하는 차트. - 이 곡들은 핫 100에 진입하기 위한 자격을 결정하는 데 사용된다. - 기준은 곡의 템포를 기반으로 한다. - 팝, 록, R&B, 힙합 및 다른 장르의 리믹스 버전은 이 차트에 포함되지 않는다. - 2025년 1월 18일자 차트부터는 "주로 전자 기반 프로덕션에 중점을 둔 DJ 또는 프로듀서가 녹음한" 곡만 포함된다. |
| Hot Dance/Pop Songs              | 연속 에어플레이, 싱글 판매, 디지털 다운로드, 온라인 스트리밍                                           | 15        | - Hot Dance/Electronic Songs와 동일한 방법론을 사용하는 차트. - 2025년 1월 18일자 차트와 함께 처음 시작되었으며, 포함되는 곡은 "댄스/전자 장르에 뿌리를 두지 않은 아티스트의 댄스 중심 보컬, 멜로디 및 훅"을 가진 곡이다. |
| Dance/Mix Show Airplay           | 연속 에어플레이 (독점 리포터의 재생 횟수) 믹스 쇼 에어플레이 (메인스트림 및 리듬 스테이션의 재생 횟수) | 40        | - 2003년 출시 당시에는 Hot Dance Airplay라고 불렸다. 라디오에서 댄스 음악의 작지만 영향력 있는 영향과 이를 프로그램하는 방송국으로 인해 생긴 6개 댄스 방송국의 모니터링된 댄스 음악 라디오 차트. - 2011년 11월 19일에 Dance/Mix Show Airplay 차트로 이름이 변경되었다. 이 차트에는 프로그램에 믹스 쇼를 특징으로 하는 157개 메인스트림 탑 40 및 67개 리듬 탑 40 리포터가 포함된다. - 2014년 12월 6일자 기준으로 40개 순위로 확대되었다.                              |
| Dance Digital Song Sales         | 디지털 판매                                                                                            | 50        | - 온라인 전용 트랙을 포함한 댄스/전자 음악 싱글의 디지털 다운로드 판매량을 추적하는 차트. 이 차트에는 다운로드 가능한 이전에 출시된 댄스 및 디스코 곡도 포함된다. |
| Dance/Electronic Streaming Songs | 스트리밍                                                                                               | 25        | - 주요 온라인 음악 서비스에서 주간 상위 댄스/전자 스트리밍 라디오 곡 및 온디맨드 곡 및 비디오를 추적하는 차트. |

### 휴일
| 차트 제목                  | 차트 유형                    | 순위 개수 | 설명 |
| -------------------------- | ---------------------------- | --------- | --- |
| Holiday 100                | 에어플레이, 판매량, 스트리밍 | 100       | - 에어플레이, 판매량, 스트리밍 데이터를 결합한다. - 연간 조사는 12월 초부터 5~6주간 진행된다.                                                     |
| 홀리데이 에어플레이        | 에어플레이 (청취자)          | 50        | - 2001년부터 2010년까지 Holiday Song 차트였다. - 모든 라디오 방송국의 청취자 노출량에 대한 연간 조사. - 연간 조사는 12월 초부터 5~6주간 진행된다. |
| Holiday Digital Song Sales | 디지털 다운로드              | 25        | - 루미네이트가 집계한 판매 데이터에 따른 가장 많이 다운로드된 휴일 곡에 대한 연간 조사.                                                           |
| Holiday Streaming Songs    | 스트리밍                     | 50        | - 가장 많이 스트리밍된 휴일 곡에 대한 연간 조사. - 연간 조사는 12월 초부터 5~6주간 진행된다.                                                      |

### 인터넷 차트
| 차트 제목                      | 순위 개수 | 설명 |
| ------------------------------ | --------- | --- |
| Social 50                      | 50        | 세계 주요 소셜 네트워킹 사이트에서 가장 활발한 아티스트 순위. 아티스트의 인기는 Next Big Sound가 측정한 주간 친구/팬/팔로워 추가량과 아티스트 페이지 조회수 및 주간 곡 재생 횟수를 조합한 공식으로 결정된다.                                |
| 틱톡 빌보드 탑 50              | 50        | 틱톡에서 가장 인기 있는 미국 내 곡 순위. 창작물, 비디오 조회수 및 사용자 참여를 조합하여 산출된다. |
| Real Time – Hot Trending Songs | 50        | X (소셜 네트워크)에서 실시간으로 가장 많이 논의되는 곡 순위. |
| Weekly – Hot Trending Songs    | 50        | X에서 주간 가장 많이 논의되는 곡 순위. |
| Top Triller Global             | 20        | Triller 앱에서 전 세계적으로 가장 인기 있는 곡 순위. |
| Top Triller U.S.               | 20        | Triller 앱에서 미국 내 가장 인기 있는 곡 순위. |
| LyricFind Global               | 25        | LyricFind에서 가장 많이 검색된 곡 순위. |
| LyricFind U.S.                 | 25        | LyricFind에서 가장 많이 검색된 곡 순위. |
| Top Gabb Music Songs           | 25        | Gabb Wireless의 Gabb Music을 통해 스트리밍된 곡 중 가장 많이 재생된 곡 순위. "어린이 및 청소년에게 적합한 콘텐츠만"을 특징으로 하며, 2024년 11월 처음 발표되고 매월 업데이트된다. Gabb Music 스트리밍은 다른 빌보드 차트에 포함되지 않는다. |

### 재즈
| 차트 제목           | 차트 유형              | 순위 개수 | 설명                                                       |
| ------------------- | ---------------------- | --------- | ---------------------------------------------------------- |
| Smooth Jazz Airplay | 에어플레이 (재생 횟수) | 30        | 14개 스무스 재즈 방송국의 에어플레이 재생 횟수를 측정한다. |

### 라틴
| 차트 제목                  | 차트 유형                      | 순위 개수 | 설명 |
| -------------------------- | ------------------------------ | --------- | --- |
| Hot Latin Songs            | 판매량 + 에어플레이 + 스트리밍 | 50        | 미국 음악 시장에서 상위 50개의 스페인어 싱글 순위. 1986년 빌보드에 의해 에어플레이 전용 차트로 설립되었다. 2012년 10월 11일 기준으로, 차트는 모든 형식에 걸친 에어플레이, 디지털 다운로드 및 라틴 노래 스트리밍을 기반으로 한다. 주로 스페인어 노래만 차트에 순위를 올릴 수 있다.                         |
| Hot Latin Pop Songs        | 판매량 + 에어플레이 + 스트리밍 | 25        | 미국 음악 시장에서 상위 25개의 스페인어 팝 노래 순위. 2025년 4월 12일자 발행호에 출시된 이 차트는 라틴 팝 노래의 에어플레이, 디지털 다운로드 및 스트리밍을 기반으로 한다. |
| Hot Latin Rhythm Songs     | 판매량 + 에어플레이 + 스트리밍 | 25        | 미국 음악 시장에서 상위 25개의 라틴 리듬 노래 순위. 2025년 4월 12일자 발행호에 출시된 이 차트는 라틴 리듬 노래의 에어플레이, 디지털 다운로드 및 스트리밍을 기반으로 한다. |
| Hot Regional Mexican Songs | 판매량 + 에어플레이 + 스트리밍 | 25        | 미국 음악 시장에서 상위 25개의 레히오날 멕시카나 노래 순위. 2025년 4월 12일자 발행호에 출시된 이 차트는 레히오날 멕시카나 노래의 에어플레이, 디지털 다운로드 및 스트리밍을 기반으로 한다. |
| Hot Tropical Songs         | 판매량 + 에어플레이 + 스트리밍 | 25        | 미국 음악 시장에서 상위 25개의 스페인어 트로피칼 음악 노래 순위. 2025년 4월 12일자 발행호에 출시된 이 차트는 라틴 트로피칼 노래의 에어플레이, 디지털 다운로드 및 스트리밍을 기반으로 한다. |
| Latin Airplay              | 에어플레이 (재생 횟수)         | 50        | 장르나 언어에 관계없이 미국과 푸에르토리코의 라틴 라디오 방송국에서 가장 많이 재생된 노래 순위. |
| Latin Digital Song Sales   | 디지털 판매                    | 50        | 닐슨 사운드스캔이 집계한 판매 데이터에 따른 디지털 음악 소매점의 가장 많이 팔린 스페인어 순위. |
| Latin Pop Airplay          | 에어플레이 (청취자)            | 25        | 라틴 음악 라디오 방송국에서 가장 많이 청취된 스페인어 팝 노래 순위. 1994년에 설립되었으며, 처음에는 라틴 팝 라디오 방송국에서 재생되는 노래의 에어플레이를 측정했다. |
| Regional Mexican Airplay   | 에어플레이 (재생 횟수)         | 40        | 미국에서 레히오날 멕시카나 라디오 방송국에서 가장 많이 연주된 노래 순위. 멕시코뿐만 아니라 미국 내 멕시코계 미국인 공동체의 테하노와 같은 음악 스타일을 포함한다. 이 차트는 BDS가 추적한 정보를 사용하여 집계된 65개의 레히오날 멕시카나 라디오 방송국의 에어플레이를 기반으로 한다. 1994년에 설립되었다. |
| 트로피칼 에어플레이        | 에어플레이 (청취자)            | 25        | 140개의 라틴 음악 라디오 방송국에서 가장 많이 청취된 스페인어 트로피칼 음악 노래 순위. 1994년에 잡지에 의해 설립되었으며, 처음에는 소규모 패널의 트로피칼 음악 라디오 방송국에서 재생되는 노래의 에어플레이를 측정했다.                                                                                   |
| Latin Rhythm Airplay       | 에어플레이 (청취자)            | 25        | 가장 많이 청취된 스페인어 라틴 리듬 노래 순위. 라틴 리듬은 라틴 힙합과 레게톤과 같은 스페인어 도시 장르를 포함하는 음악 라디오 형식이다. 2005년에 설립되었으며, 처음에는 15개의 라틴 리듬 라디오 방송국에서 재생되는 노래의 에어플레이를 측정했다.                                                        |
| Latin Streaming Songs      | 스트리밍                       | 25        | 주요 온라인 음악 서비스에서 스페인어 스트리밍 라디오 노래 및 온디맨드 노래 및 뮤직 비디오 재생 순위. |

### R&B/힙합
| 차트 제목                         | 차트 유형                      | 순위 개수 | 설명 |
| --------------------------------- | ------------------------------ | --------- | --- |
| Hot R&B/Hip-Hop Songs             | 에어플레이 + 판매량 + 스트리밍 | 50        | 모든 형식의 라디오 방송국 에어플레이, 디지털 다운로드 판매량, 스트리밍 데이터, R&B 및 힙합 곡의 유튜브 조회수를 결합하여 가장 인기 있는 곡 순위.                                           |
| R&B/Hip-Hop Airplay               | 에어플레이 (청취자)            | 50        | 다양한 컨템퍼러리 알앤비/힙합 음악 방송국의 청취자 노출량을 기반으로 에어플레이를 측정한다. Hot R&B/Hip-Hop Songs 차트의 구성 요소.                                                        |
| R&B/Hip-Hop Digital Song Sales    | 디지털 판매                    |           | 닐슨 사운드스캔이 집계한 판매 데이터에 따른 가장 많이 다운로드된 R&B 및 힙합 곡 순위. Hot R&B/Hip-Hop Songs 차트의 구성 요소.                                                              |
| R&B/Hip-Hop Streaming Songs       | 스트리밍                       |           | 닐슨 사운드스캔이 집계한 판매 데이터에 따른 가장 많이 스트리밍된 R&B 및 힙합 곡 순위. Hot R&B/Hip-Hop Songs 차트의 구성 요소.                                                              |
| 메인스트림 R&B/힙합 에어플레이    | 에어플레이 (재생 횟수)         | 40        | 76개 R&B/힙합 방송국의 라디오 재생(재생 횟수)을 기반으로 에어플레이를 결합하여 곡 순위. R&B/Hip-Hop Airplay 차트의 구성 요소.                                                              |
| 어덜트 R&B 에어플레이             | 에어플레이 (재생 횟수)         | 30        | 65개 Urban AC 라디오 방송국의 에어플레이를 측정한다. R&B/Hip-Hop Airplay 차트의 구성 요소.                                                                                                 |
| 리듬 에어플레이                   | 에어플레이 (재생 횟수)         | 40        | 72개 리듬 방송국의 에어플레이 재생 횟수를 측정한다. 리듬은 댄스, 업비트 리듬 팝, 힙합 및 R&B 히트곡을 혼합한 음악 라디오 형식이다. 이 방송국들은 Dance/Mix Show Airplay 패널에도 기여한다. |
| 핫 랩 송스                        | 에어플레이 + 판매량 + 스트리밍 | 25        | 모든 형식의 라디오 방송국 에어플레이, 디지털 다운로드 판매량, 스트리밍 데이터, 랩 곡의 유튜브 조회수를 결합하여 상위 25개 힙합/랩 음악 곡 순위.                                            |
| Rap Airplay                       | 에어플레이 (재생 횟수)         | 25        | R&B/힙합 및 리듬 라디오 방송국의 에어플레이 재생 횟수를 기반으로 상위 25개 힙합/랩 음악 곡 순위. Hot Rap Songs 차트의 구성 요소.                                                           |
| Rap Digital Song Sales            | 디지털 판매                    |           | 닐슨 사운드스캔이 집계한 판매 데이터에 따른 가장 많이 다운로드된 랩 곡 순위. Hot Rap Songs 차트의 구성 요소.                                                                               |
| Rap Streaming Songs               | 스트리밍                       |           | 닐슨 사운드스캔이 집계한 판매 데이터에 따른 가장 많이 스트리밍된 랩 곡 순위. Hot Rap Songs 차트의 구성 요소.                                                                               |
| Hot R&B/Hip-Hop Recurrents        | 에어플레이 (재생 횟수)         | 20        | Hot R&B/Hip-Hop Songs 차트에서 50위 아래로 떨어지고 20주 이상 차트에 머물렀던 곡 순위. |
| Hot R&B/Hip-Hop Recurrent Airplay | 에어플레이 (재생 횟수)         | 20        | Hot R&B/Hip-Hop Airplay 차트에서 25위 아래로 떨어지고 20주 이상 차트에 머물렀던 곡 순위.                                                                                                   |
| 핫 R&B 송스                       | 에어플레이 + 판매량 + 스트리밍 | 25        | 모든 형식의 라디오 방송국 에어플레이, 디지털 다운로드 판매량, 스트리밍 데이터, R&B 곡의 유튜브 조회수를 결합하여 상위 25개 R&B 곡 순위.                                                    |
| R&B Digital Song Sales            | 디지털 판매                    |           | 닐슨 사운드스캔이 집계한 판매 데이터에 따른 가장 많이 다운로드된 R&B 곡 순위. Hot R&B Songs 차트의 구성 요소.                                                                              |
| R&B Streaming Songs               | 스트리밍                       |           | 닐슨 사운드스캔이 집계한 판매 데이터에 따른 가장 많이 스트리밍된 R&B 곡 순위. Hot R&B Songs 차트의 구성 요소.                                                                              |

### 록 & 얼터너티브
| 차트 제목                                          | 차트 유형                       | 순위 개수 | 설명 |
| -------------------------------------------------- | ------------------------------- | --------- | --- |
| 핫 록 & 얼터너티브 송스                            | 판매량, 에어플레이, 및 스트리밍 | 50        | 라디오 에어플레이, 판매량 데이터, 스트리밍 활동을 기반으로 모든 형식의 상위 록 및 얼터너티브 곡 순위                         |
| Rock & Alternative Airplay                         | 에어플레이 (청취자)             | 50        | 메인스트림 록, 얼터너티브, Triple A 라디오 방송국의 에어플레이 청취자 노출량                                                 |
| Hot Rock Songs                                     | 판매량, 에어플레이, 및 스트리밍 | 25        | 모든 형식의 라디오 에어플레이, 판매량 데이터, 스트리밍 활동을 기반으로 상위 록 곡 순위; 2022년 7월 2일자 차트 주에 데뷔했다. |
| Rock Digital Song Sales                            | 디지털 판매                     | 50        | 루미네이트가 집계한 판매 데이터에 따른 상위 다운로드 록 곡 순위.                                                             |
| Rock Streaming Songs                               | 스트리밍                        | 25        | 루미네이트가 집계한 판매 데이터에 따른 상위 스트리밍 록 곡 순위.                                                             |
| Hot Alternative Songs                              | 판매량, 에어플레이, 및 스트리밍 | 25        | 모든 형식의 라디오 에어플레이, 판매량 데이터, 스트리밍 활동을 기반으로 상위 얼터너티브 곡 순위                               |
| 얼터너티브 송                                      | 에어플레이 (재생 횟수)          | 40        | 50개 얼터너티브 록/모던 록 방송국의 에어플레이 재생 횟수를 측정한다.                                                         |
| Alternative Digital Song Sales                     | 디지털 판매                     | 25        | 루미네이트가 집계한 판매 데이터에 따른 얼터너티브(또는 얼터너티브와 다른 장르의 조합)로 분류된 상위 다운로드 곡 순위.        |
| Alternative Streaming Songs                        | 스트리밍                        | 25        | 루미네이트가 집계한 판매 데이터에 따른 얼터너티브로 분류된 상위 스트리밍 곡 순위.                                            |
| 메인스트림 록 트랙                                 | 에어플레이 (재생 횟수)          | 40        | 액티브 록 및 헤리티지 록을 포함하는 77개 메인스트림 록 라디오 방송국의 에어플레이 재생 횟수를 측정한다.                      |
| 어덜트 얼터너티브 에어플레이 (트리플 A 에어플레이) | 에어플레이 (재생 횟수)          | 40        | 24개 adult album alternative 라디오 방송국의 에어플레이 재생 횟수를 측정한다.                                                |
| Hot Hard Rock Songs                                | 판매량, 에어플레이, 및 스트리밍 | 25        | 모든 형식의 라디오 에어플레이, 판매량 데이터, 스트리밍 활동을 기반으로 상위 하드 록 곡 순위                                  |
| Hard Rock Digital Song Sales                       | 디지털 판매                     | 25        | 루미네이트가 집계한 판매 데이터에 따른 하드 록으로 분류된 상위 다운로드 곡 순위.                                             |
| Hard Rock Streaming Songs                          | 스트리밍                        | 25        | 루미네이트가 집계한 판매 데이터에 따른 하드 록으로 분류된 상위 스트리밍 곡 순위.                                             |

### 월드 뮤직
| 차트 제목            | 차트 유형   | 순위 개수 | 설명                                                                                  |
| -------------------- | ----------- | --------- | ------------------------------------------------------------------------------------- |
| U.S. 아프로비츠 송스 | 스트리밍    |           | 닐슨 사운드스캔이 집계한 판매 데이터에 따른 미국 내 상위 스트리밍 아프로비츠 곡 순위. |
| 월드 디지털 송 판매  | 디지털 판매 |           | 미국 내에서 가장 많이 팔리는 월드 음악 / 외국어 디지털 싱글 순위.                     |

### 국제 차트

#### 캐나다 차트
| 차트 제목                | 차트 유형                      | 순위 개수 | 설명 |
| ------------------------ | ------------------------------ | --------- | --- |
| 캐나디안 핫 100          | 에어플레이 + 판매량 + 스트리밍 | 100       | - 캐나다 음악 산업 표준 싱글 인기 차트 |
| 캐나다 음반 차트         | 판매량 + 스트리밍              | 100       | |
| Emerging Canadian Artist | 에어플레이 + 판매량 + 스트리밍 | 30        | - 신흥 캐나다 아티스트의 가장 인기 있는 곡 순위 - 아티스트는 첫 캐나디안 핫 100 차트 진입 후 12개월까지 신흥 아티스트로 간주된다. - recurrent 차트 없음 |
| Digital Song Sales       | 디지털 판매                    | 75        | - 가장 많이 팔린 디지털 곡 판매 순위 - 요약된 수치를 위해 다른 버전의 곡을 결합한다. - 캐나디안 핫 100의 구성 차트 중 하나 - recurrent 차트 없음        |
| Hot 100 Airplay          | 에어플레이 (청취자)            | 75        | - 5개 형식의 137개 라디오 방송국에서 라디오 에어플레이 청취자 노출량을 측정한다. - 캐나디안 핫 100의 구성 차트 중 하나                                  |
| All-format Airplay       | 에어플레이 (재생 횟수)         | 50        | - 5개 형식의 137개 라디오 방송국에서 라디오 에어플레이 재생 횟수를 측정한다. - 이전에는 잼! 카누 웹사이트에서 100개 순위 차트를 이용할 수 있었다.       |
| CHR/Top 40 Airplay       | 에어플레이 (재생 횟수)         | 50        | - 25개 컨템포러리 히트 라디오 방송국의 라디오 에어플레이 재생 횟수를 측정한다.                                                                          |
| AC Airplay               | 에어플레이 (재생 횟수)         | 50        | - 28개 AC 라디오 방송국의 라디오 에어플레이 재생 횟수를 측정한다.                                                                                       |
| Hot AC Airplay           | 에어플레이 (재생 횟수)         | 50        | - 24개 Hot AC 라디오 방송국의 라디오 에어플레이 재생 횟수를 측정한다.                                                                                   |
| 컨트리 에어플레이        | 에어플레이 (재생 횟수)         | 50        | - 31개 컨트리 라디오 방송국의 라디오 에어플레이 재생 횟수를 측정한다.                                                                                   |
| Rock Airplay             | 에어플레이 (재생 횟수)         | 50        | - 29개 록 라디오 방송국의 라디오 에어플레이 재생 횟수를 측정한다.                                                                                       |

#### 기타 국제 차트
| 차트 제목                  | 설명 |
| -------------------------- | --- |
| Arabic Hot 100             | 스트리밍 기반 상위 100개 싱글 순위.                                                                         |
| 아르헨티나 핫 100          | 에어플레이, 디지털 다운로드, 스트리밍을 기반으로 한 아르헨티나 상위 100개 싱글 순위.                        |
| 빌보드 글로벌 200          | 전 세계 200개 이상의 지역에서 판매량 및 스트리밍 데이터를 기반으로 한 상위 곡 순위.                         |
| 빌보드 Global Excl. U.S.   | 미국 외 지역에서 판매량 및 스트리밍 데이터를 기반으로 한 상위 곡 순위.                                      |
| Brasil Hot 100             | 스트리밍을 기반으로 한 브라질 상위 100개 싱글 순위.                                                         |
| China TME UNI Chart        | 중국, 홍콩, 대만 아티스트의 디지털 다운로드 및 스트리밍 기반 중국 상위 100개 싱글 순위. 텐센트 뮤직과 협력. |
| Hits of the World          | 40개 이상 국가의 상위 25개 곡 순위.                                                                         |
| Hot 100 Perú               | 에어플레이, 디지털 다운로드, 스트리밍을 기반으로 한 페루 상위 100개 싱글 순위.                              |
| Hot 100 Artistas Peruanos  | 에어플레이, 디지털 다운로드, 스트리밍을 기반으로 한 페루 아티스트의 페루 상위 100개 싱글 순위.              |
| 재팬 핫 100                | 일본에서 가장 많이 팔린 싱글 및 트랙 순위.                                                                  |
| 멕시코 에어플레이          | 멕시코에서 가장 많이 청취된 싱글 순위.                                                                      |
| 멕시코 에스파뇰 에어플레이 | 멕시코에서 가장 많이 청취된 스페인어 싱글 순위.                                                             |
| 멕시코 잉글레스 에어플레이 | 멕시코에서 가장 많이 청취된 영어 싱글 순위.                                                                 |
| 필리핀 핫 100              | 디지털 다운로드 및 스트리밍을 기반으로 한 필리핀 상위 100개 싱글 순위.                                      |
| 탑 필리핀 송스             | 디지털 다운로드 및 스트리밍을 기반으로 한 필리핀 아티스트의 필리핀 상위 100개 싱글 순위.                    |
| Top Thai Songs             | 디지털 다운로드 및 스트리밍을 기반으로 한 태국 상위 100개 태국 노래 순위.                                   |
| Top Thai Country Songs     | 디지털 다운로드 및 스트리밍을 기반으로 한 태국 상위 50개 룩퉁 노래 순위.                                    |
| 베트남 핫 100              | 디지털 다운로드 및 스트리밍을 기반으로 한 베트남 상위 100개 싱글 순위.                                      |
| 베트남 탑 베트남 송스      | 디지털 다운로드 및 스트리밍을 기반으로 한 베트남 아티스트의 베트남 상위 100개 싱글 순위.                    |

## 음반
| 차트 제목                     | 차트 순위 개수 | 설명 |
| ----------------------------- | -------------- | --- |
| 빌보드 200                    | 200            | - 산업 표준으로 모든 장르의 음반 포함. - 신규 및 카탈로그 음반 모두 포함. - 온디맨드 스트리밍 서비스 데이터 포함 |
| Top Album Sales               | 100            | - 순수한 음반 판매 차트. |
| Top Alternative Albums        | 25             | - 닐슨 뮤직이 집계한 주간 가장 인기 있는 얼터너티브 음반 순위. - 다중 지표 소비(전통적 음반 판매, 트랙 상당 앨범, 스트리밍 상당 앨범 혼합) 기반 |
| Top Bluegrass Albums          | 15             | |
| Top Blues Albums              | 15             | |
| Cast Albums                   |                | - 캐스트 레코딩 판매량 측정 |
| 카탈로그 앨범                 | 50             | - 음반은 18개월 이상 경과하고 빌보드 200에서 100위 아래로 떨어지면 카탈로그 타이틀이 된다. |
| 기독교 음반                   | 50             | |
| 탑 클래식 음반                | 50             | |
| 클래식 크로스오버 음반        | 15             | - 1987년 2월 28일에 25개 순위로 데뷔했다. |
| Top Country Albums            | 50             | |
| Top Current Album Sales       | 100            | - Top Album Sales와 동일한 차트로, 카탈로그 타이틀이 제거되었다. |
| Top Dance/Electronic Albums   | 25             | - 2025년 1월 18일 주부터 Top Dance Albums로 이름이 변경될 예정이다. |
| Top Gospel Albums             | 40             | |
| Top Hard Rock Albums          | 25             | - 닐슨 뮤직이 집계한 주간 가장 인기 있는 하드 록 음반 순위. - 다중 지표 소비(전통적 음반 판매, 트랙 상당 앨범, 스트리밍 상당 앨범 혼합) 기반 |
| Top Holiday Albums            | 50             | - 싱글 판매량과 결합하여 1963년 11월 30일 크리스마스 음반으로 데뷔했다. 1966년에 크리스마스를 위한 최고 베팅으로 이름이 변경되었다. 1974년부터 1982년까지 차트 발행 없음. 1983년 12월 17일에 크리스마스 히트로 재개되었다. - 음반만 차트는 1990년에 탑 크리스마스 음반으로, 2000년에 탑 홀리데이 음반으로 이름이 변경되었다. - 조사는 매년 10월부터 12–15주간 진행된다. |
| 인디펜던트 앨범               | 50             | - 독립 레코드 레이블을 통해 발매된 상위 50개 음반 순위. |
| Jazz Albums                   | 25             | |
| Top Latin Albums              | 50             | - 주간 가장 많이 팔리는 라틴 음악 음반 순위. 이 차트에 순위를 올리려면 음반 내용의 51% 이상이 스페인어로 녹음되어야 한다. |
| Top R&B/Hip-Hop Albums        | 50             | |
| 랩 앨범                       | 25             | |
| Top Rock Albums               | 50             | - 닐슨 뮤직이 집계한 주간 가장 인기 있는 록 음반 순위. - 다중 지표 소비(전통적 음반 판매, 트랙 상당 앨범, 스트리밍 상당 앨범 혼합) 기반 |
| Top Rock & Alternative Albums | 50             | - 닐슨 뮤직이 집계한 주간 가장 인기 있는 록 및 얼터너티브 음반 순위. - 다중 지표 소비(전통적 음반 판매, 트랙 상당 앨범, 스트리밍 상당 앨범 혼합) 기반 |
| Top Soundtracks               | 30             | |
| Americana/Folk Albums         | 25             | |
| Kid Albums                    | 15             | |
| Latin Rhythm Albums           | 25             | |
| Latin Pop Albums              | 20             | |
| New Age Albums                | 10             | |
| R&B Albums                    | 25             | - 닐슨 뮤직이 집계한 판매량 기준 상위 R&B 음반 순위. 음반은 18개월 미만이거나, 18개월 이상인 경우 빌보드 200 상위 100위 내에 있어야 한다. |
| Reggae Albums                 | 10             | |
| Tastemakers                   |                | - "영향력 있는 인디 스토어 및 소규모 지역 체인 패널" 기반 음반 순위. |
| Traditional Classical Albums  |                | |
| Traditional Jazz Albums       | 15             | |
| Tropical Albums               | 20             | |
| Vinyl Albums                  | 25             | |
| World Albums                  | 15             | - 1990년 5월 19일에 데뷔했다. - 카탈로그 타이틀을 포함한 가장 많이 팔리는 월드 뮤직 음반 순위. |
| Regional Mexican Albums       | 20             | |

## 비디오
| 차트 제목         | 순위 개수 | 설명                                          |
| ----------------- | --------- | --------------------------------------------- |
| Music Video Sales | 100       | - 산업 표준으로 모든 장르의 비디오 음반 포함. |

## 단종된 차트
| 차트 제목                       | 단종 날짜        | 차트 유형                      | 순위 개수 | 설명 |
| ------------------------------- | ---------------- | ------------------------------ | --------- | --- |
| Active Rock                     | 2013년 11월 25일 | 판매량 + 에어플레이            |           | - Mainstream Rock Airplay 차트에 통합되었다. |
| Best Seller in Stores           | 1958년 10월 13일 | 실물 판매량                    |           | - 소매점에서 전국 판매량 기준으로 음반 순위. - 세 차트: Popular Records, Rhythm & Blues Records, Country & Western Records                                                |
| Bubbling Under R&B              |                  | 판매량 + 에어플레이 + 스트리밍 | 15        | - Hot R&B/Hip-Hop Songs 차트에 이전에 등장하지 않았던 #50 미만의 상위 15개 곡 순위.                                                                                       |
| Classical Budget/Midline Albums |                  | 실물 판매량                    |           | |
| Comprehensive Music Video       | 2012 (?)         | 실물 판매량                    |           | - 전체 소매 유통이 아닌 음악 DVD 베스트셀러 순위 |
| Country Catalog Albums          |                  | 실물 판매량                    |           | |
| Country Singles Sales           | 2005             | 실물 판매량                    |           | - 상업 컨트리 싱글 베스트셀러 순위 |
| 차이나 탑 100                   | 2019             | 판매량 + 에어플레이 + 스트리밍 | 100       | - 중국 내 베스트셀러 로컬 싱글 순위. |
| Dance Singles Sales             | 2013년 11월 30일 | 실물 판매량                    |           | - 1985년부터 2013년까지 Dance Club Songs와 결합된 듀얼 차트. - 12인치 맥시 싱글 판매 전용.                                                                                |
| Dance/Electronic Album Sales    |                  | 실물 판매량                    |           | - Dance/Electronic Albums와 유사하지만, 핵심 댄스/전자 음악 아티스트에 더 집중.                                                                                           |
| 유러피언 핫 100 싱글            | 2010년 12월 11일 | 판매량 + 에어플레이 + 스트리밍 | 100       | - 유럽 내 여러 국가의 판매량을 결합하여 유럽 베스트셀러 싱글 순위. |
| Global Dance Tracks             | 2013년 6월 29일  | 실물 판매량                    |           | - 전 세계 댄스 클럽에서 인기 있었던 곡에 대한 주간 국제 조사. |
| Heatseekers Songs               | 2014년 12월 6일  | 판매량 + 에어플레이 + 스트리밍 | 25        | - Hot 100 상위 50위에 도달한 적이 없는 신규 및 개발 중인 아티스트의 곡 순위. - 곡이 상위 50위에 도달하면 해당 곡 및 아티스트의 후속 싱글은 차트 자격을 잃는다.            |
| Heatseekers Albums              | 2025년 1월       | 판매량 + 에어플레이 + 스트리밍 | 25        | - 빌보드 200 상위 100위에 도달한 적이 없는 신규 및 개발 중인 아티스트의 음반 순위. - 음반이 상위 100위에 도달하면 해당 음반 및 아티스트의 후속 음반은 차트 자격을 잃는다. |
| Heritage Rock                   | 2013년 11월 25일 | 판매량 + 에어플레이            |           | - Mainstream Rock Airplay 차트에 통합되었다. |
| Hot Crossover 30                | 1990년 12월 8일  | 에어플레이 (재생 횟수)         | 30        | - 리듬 컨템포러리 라디오 방송국에서 가장 실적이 좋은 곡 순위. |
| Hot Digital Tracks              |                  | 디지털 판매                    | 75        | - 다른 버전의 곡이 나열된 디지털 곡 판매 순위 - recurrent 차트 없음 |
| Hot Ringtones                   |                  | 벨소리 판매                    | 40        | - 2004년에 시작된 폴리포닉 벨소리 주간 판매량 순위 |
| Hot RingMasters                 |                  | 벨소리 판매                    | 40        | - 마스터 벨소리 주간 판매량 순위. |
| Hot Singles Sales               | 2017년 11월 21일 | 실물 판매량                    | 15        | - 상업 실물 싱글 판매량 측정 - 핫 100의 구성 차트 중 하나 - recurrent 차트 없음                                                                                           |
| Hot Videoclips                  |                  |                                | 25        | - 디지털 판매량 및 TRL, 106 & Park와 같은 TV 쇼 재생 횟수에 따른 상위 25개 인기 뮤직 비디오 순위                                                                          |
| Honor Roll of Hits              | 1963년 11월 16일 |                                |           | - 빌보드의 주간 전국 조사에 의해 결정된 음반 판매량 및 디스크 자키 공연에 따른 미국 상위 곡 구성.                                                                         |
| 인도네시아 탑 100               | 2020             | 판매량 + 에어플레이 + 스트리밍 | 100       | - 디지털 다운로드, 에어플레이, 스트리밍, 가라오케 재생을 기반으로 한 인도네시아 상위 100개 싱글 순위.                                                                     |
| K-pop 핫 100                    | 2022년 4월       | 판매량 + 에어플레이 + 스트리밍 | 100       | - 대한민국 베스트셀러 싱글 순위. - Hits of the World 차트 South Korea Songs로 대체되었다.                                                                                 |
| Most Played by Jockeys          | 1958년 7월 28일  |                                |           | - 전국 디스크 자키 라디오 쇼에서 가장 많이 재생된 음반 순위. - 세 차트: Popular Records, Rhythm & Blues Records, Country & Western Records                                |
| Most Played in Juke Boxes       | 1957년 6월 17일  |                                |           | - 전국 주크박스에서 가장 많이 재생된 음반 순위. - 세 차트: Popular Records, Rhythm & Blues Records, Country & Western Records                                             |
| Pop 100                         | 2009년 6월 13일  | 판매량 + 에어플레이            | 100       | - 팝 라디오에 집중된 에어플레이와 판매량을 결합한 곡 순위 - 차트 중요성은 메인스트림 탑 40 차트로 대체되었다.                                                             |
| Pop 100 Airplay                 | 2009년 6월 13일  | 에어플레이 (청취자)            | 100       | - 팝 음악 라디오 에어플레이 측정 - Pop 100의 세 가지 구성 차트 중 하나 |
| R&B/Hip-Hop Catalog Albums      |                  | 실물 판매량                    |           | |
| Top 40 Tracks                   | 2005년 3월       | 에어플레이 (청취자)            | 40        | - 1998년 12월에 메인스트림, 성인, 리듬 탑 40 라디오 방송국의 청취자 노출량 기준으로 곡 순위를 매겼다. - Pop 100 및 Pop 100 Airplay 차트 도입으로 단종되었다.              |
| Blues Digital Song Sales        | 2020년 1월       | 디지털 판매                    |           | 닐슨 사운드스캔이 집계한 판매 데이터에 따른 가장 많이 다운로드된 블루스 곡 순위.                                                                                          |
| Classical Digital Song Sales    | 2020년 1월       | 디지털 판매                    |           | 닐슨 사운드스캔이 집계한 판매 데이터에 따른 가장 많이 다운로드된 클래식 곡 순위.                                                                                          |
| Comedy Digital Track Sales      | 2020년 1월       | 디지털 판매                    |           | 닐슨 사운드스캔이 집계한 판매 데이터에 따른 가장 많이 다운로드된 코미디 곡 순위.                                                                                          |
| Euro Digital Song Sales         | 2022년 2월 12일  | 디지털 판매                    |           | - 유럽 내 베스트셀러 디지털 싱글 및 트랙 순위. |
| Euro Digital Tracks             | 2014년 11월 29일 | 디지털 판매                    |           | - 유럽 내 베스트셀러 디지털 트랙 순위 |
| 룩셈부르크 Digital Song Sales   | 2020             | 디지털 판매                    |           | - 룩셈부르크 국가 내 주간 디지털 다운로드 최다 곡 순위 |
| Jazz Digital Song Sales         | 2020년 1월       | 디지털 판매                    |           | 닐슨 사운드스캔이 집계한 판매 데이터에 따른 가장 많이 다운로드된 재즈 곡 순위.                                                                                            |
| Kid Digital Song Sales          | 2020년 1월       | 디지털 판매                    |           | 닐슨 사운드스캔이 집계한 판매 데이터에 따른 가장 많이 다운로드된 어린이 곡 순위.                                                                                          |
| New Age Digital Song Sales      | 2020년 1월       | 디지털 판매                    |           | 닐슨 사운드스캔이 집계한 판매 데이터에 따른 가장 많이 다운로드된 뉴에이지 곡 순위.                                                                                        |
| Pop Digital Song Sales          | 2020년 1월       | 디지털 판매                    | 50        | 닐슨 사운드스캔이 집계한 판매 데이터에 따른 가장 많이 다운로드된 팝 곡 순위.                                                                                              |
| Reggae Digital Song Sales       | 2020년 1월       | 디지털 판매                    |           | 닐슨 사운드스캔이 집계한 판매 데이터에 따른 가장 많이 다운로드된 레게 곡 순위.                                                                                            |
| Spotify Rewind                  |                  | 스트리밍                       | 30        | - 스포티파이에서 가장 많이 스트리밍된 옛/고전 곡 순위. |
| Spotify Velocity                |                  | 스트리밍                       | 30        | - 스포티파이에서 가장 많이 스트리밍된 곡 순위. |
| France Digital Song Sales       | 2022년 2월       | 디지털 판매                    | 10        | - 프랑스 내 베스트셀러 디지털 싱글 및 트랙 순위. - Hits of the World 차트 컬렉션 구성 요소 France Songs로 대체되었다.                                                     |
| Spain Digital Song Sales        | 2022년 2월       | 디지털 판매                    | 10        | - 스페인 내 베스트셀러 디지털 싱글 및 트랙 순위. - Hits of the World 차트 컬렉션 구성 요소 Spain Songs로 대체되었다.                                                      |
| Switzerland Digital Song Sales  | 2022년 2월       | 디지털 판매                    | 10        | - 스위스 내 베스트셀러 디지털 싱글 및 트랙 순위. - Hits of the World 차트 컬렉션 구성 요소 Switzerland Songs로 대체되었다.                                                |
| Viral 50                        |                  | 스트리밍                       | 50        | * 스포티파이에서 가장 많이 스트리밍된 인디펜던트 곡 순위 |
| Digital Albums                  | 2019             | 디지털 판매                    |           | |
| Top Internet Albums             |                  |                                |           | - 인터넷 판매자를 통해 주문된 실물 음반 순위. |
| Christian AC Indicator          | 2022             | 에어플레이 (재생 횟수)         | 30        | |
| Christian Hot AC/CHR            | 2022             | 에어플레이 (재생 횟수)         | 30        | - Christian CHR 방송국의 에어플레이 재생 횟수 측정 |
| Christian Rock                  | 2019             | 에어플레이 (재생 횟수)         | 30        | - Christian 록 방송국의 에어플레이 재생 횟수 측정 |
| Christian Soft AC               | 2018             | 에어플레이 (재생 횟수)         | 20        | - Christian Soft AC 방송국의 에어플레이 재생 횟수 측정 |

참고
1. ↑  2012년 10월 이전에는 100개 순위였다.

## 기타 차트
2010년 12월, 빌보드는 Social 50이라는 새로운 차트를 발표했으며, 이는 세계 주요 소셜 네트워킹 사이트에서 가장 활발한 아티스트 순위를 매긴다. Social 50 차트는 마이스페이스, 유튜브, 페이스북, X (소셜 네트워크), iLike에서 아티스트의 주간 친구/팬/팔로워 추가량과 주간 아티스트 페이지 조회수 및 주간 곡 재생 횟수를 사용하여 아티스트의 인기를 집계한다.
2011년 1월, 빌보드는 Uncharted라는 또 다른 차트를 도입했는데, 이 차트는 "...출신 국가에 관계없이" 주요 빌보드 차트에 아직 등장하지 않은 신규 및 개발 중인 아티스트를 나열한다. 순위는 마이스페이스 및 페이스북과 같은 소셜 네트워킹 웹사이트의 조회수 및 팬 수를 기반으로 한다. 이후 단종되었다.
2014년 5월, K-Pop 핫 100 차트가 미국에서 단종된 후, 빌보드 K-타운 칼럼은 모든 빌보드 차트에 대한 K-pop 아티스트의 차트 정보를 계속 제공했다.
아티스트 100는 2014년 7월에 데뷔했다.
2019년 6월, 빌보드는 Hot 100 및 기타 "Hot" 장르 차트의 주간 활동을 기반으로 하는 Top Songwriters Chart와 Top Producers Chart를 출시했다. Dance/Pop Songwriters 및 Dance/Pop Producers 차트는 Hot Dance/Pop Songs 차트를 기반으로 2025년 1월 출시 예정이다.
2021년 10월, 빌보드는 X (소셜 네트워크)의 실시간 음악 관련 트렌드 및 대화를 활용하는 Hot Trending Songs 차트를 출시했다.

## 같이 보기
- 오피셜 싱글 차트
- 레코드 차트 목록

## 더 읽어보기
- Durkee, Rob. "American Top 40: The Countdown of the Century." Schriner Books, 뉴욕 시, 1999.
- Battistini, Pete. "American Top 40 with 케이시 케이젬 The 1970s." Authorhouse.com, January 31, 2005. ISBN 1-4184-1070-5
- Parker, Martin (1991). “Making Sense with the Hit Parade”. 《Popular Music》 10 (2): 205–17. doi:10.1017/s0261143000004517. S2CID 143769793.
- Hakanen, Ernest (1998). “Counting Down to the Number One:Evolution of the Meaning of Popular Music Charts”. 《Popular Music》 17 (1): 98–111. doi:10.1017/s0261143000000507. S2CID 194061996.
- “About Us”. Nielsen Business Media Inc. 2009.
- “Billboard.com FAQ”. Nielsen Business Media Inc. 2009.